# 瓜达利克斯-德拉谢拉
瓜达利克斯－德拉谢拉，是西班牙马德里自治区的一个市镇。总面积61平方公里，总人口3533人（2001年），人口密度58人/平方公里。